# Plagodis pallida
Plagodis pallida är en fjärilsart som beskrevs av Barend J. Lempke 1970. Plagodis pallida ingår i släktet Plagodis och familjen mätare. Inga underarter finns listade i Catalogue of Life.